# Chiesa di San Giorgio Martire (Manerba del Garda)

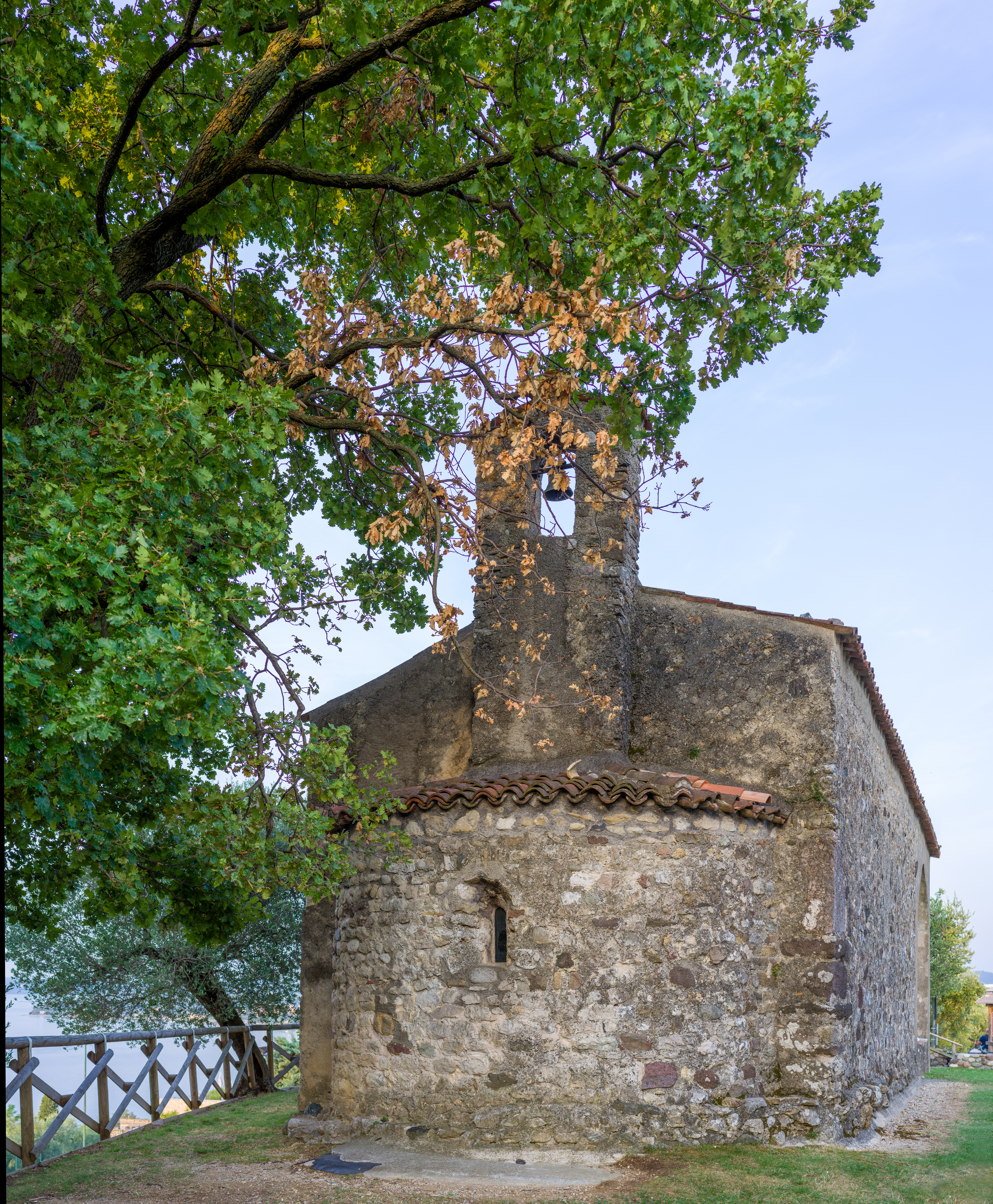
Lato settentrionale con abside e campanile a vela

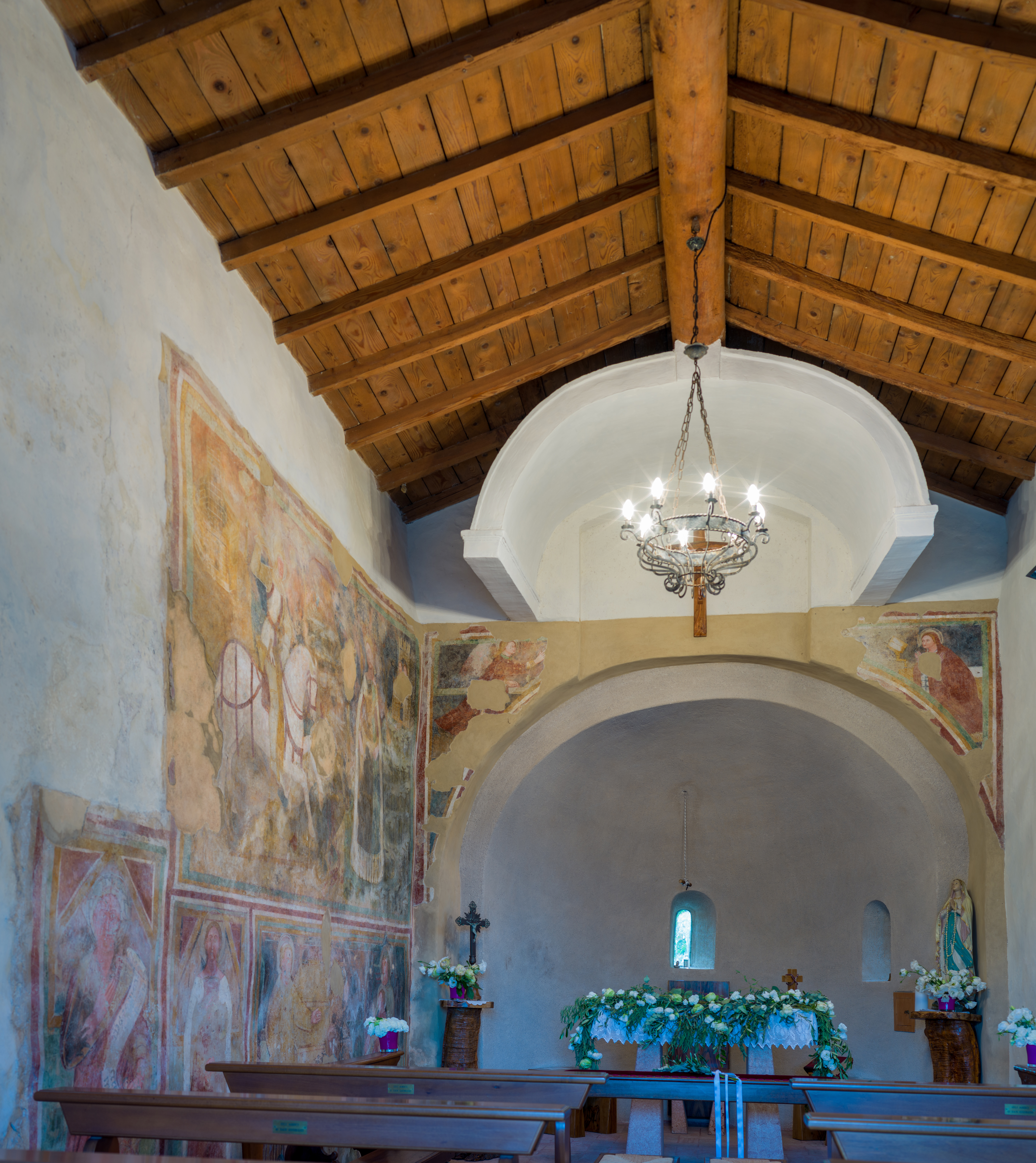
Interno della chiesa

La chiesa di San Giorgio è un luogo di culto cattolico di piccole dimensioni ubicato nel Parco della Rocca di Manerba del Garda su un’altura soprastante il porto di Dusano.

## Storia
Risale in parte all'alto medioevo ed è stata modificata o ricostruita in varie fasi storiche. Nell'abside ricostruita si osservano strutture risalenti all'XI secolo.
Nel XVII secolo è stato aggiunto un portico.

## Descrizione della chiesa
È una chiesa ad aula unica con abside semicircolare con due aperture strombate. Sull'abside è impostato un campanile a vela.

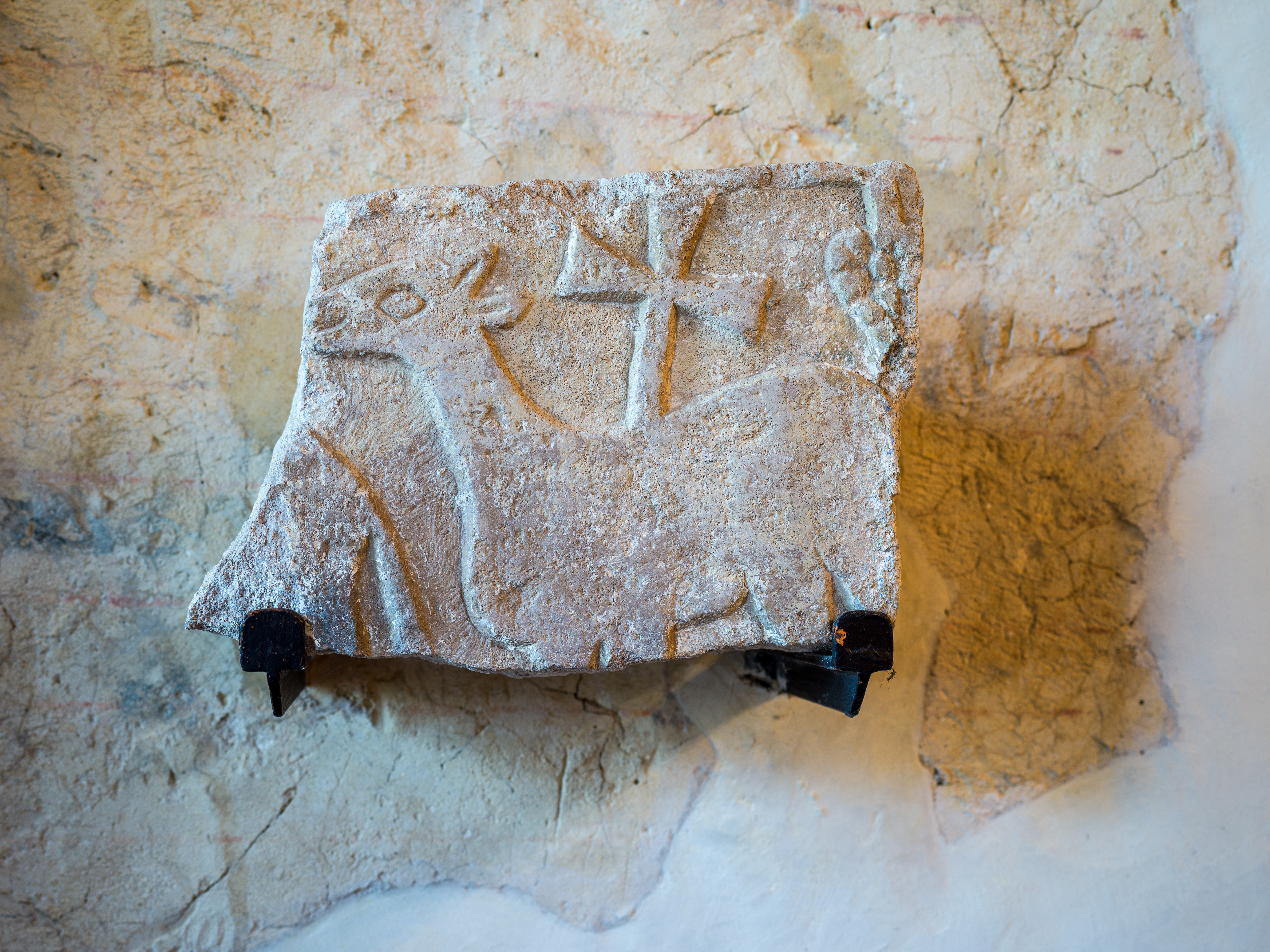
Agnello crucifero
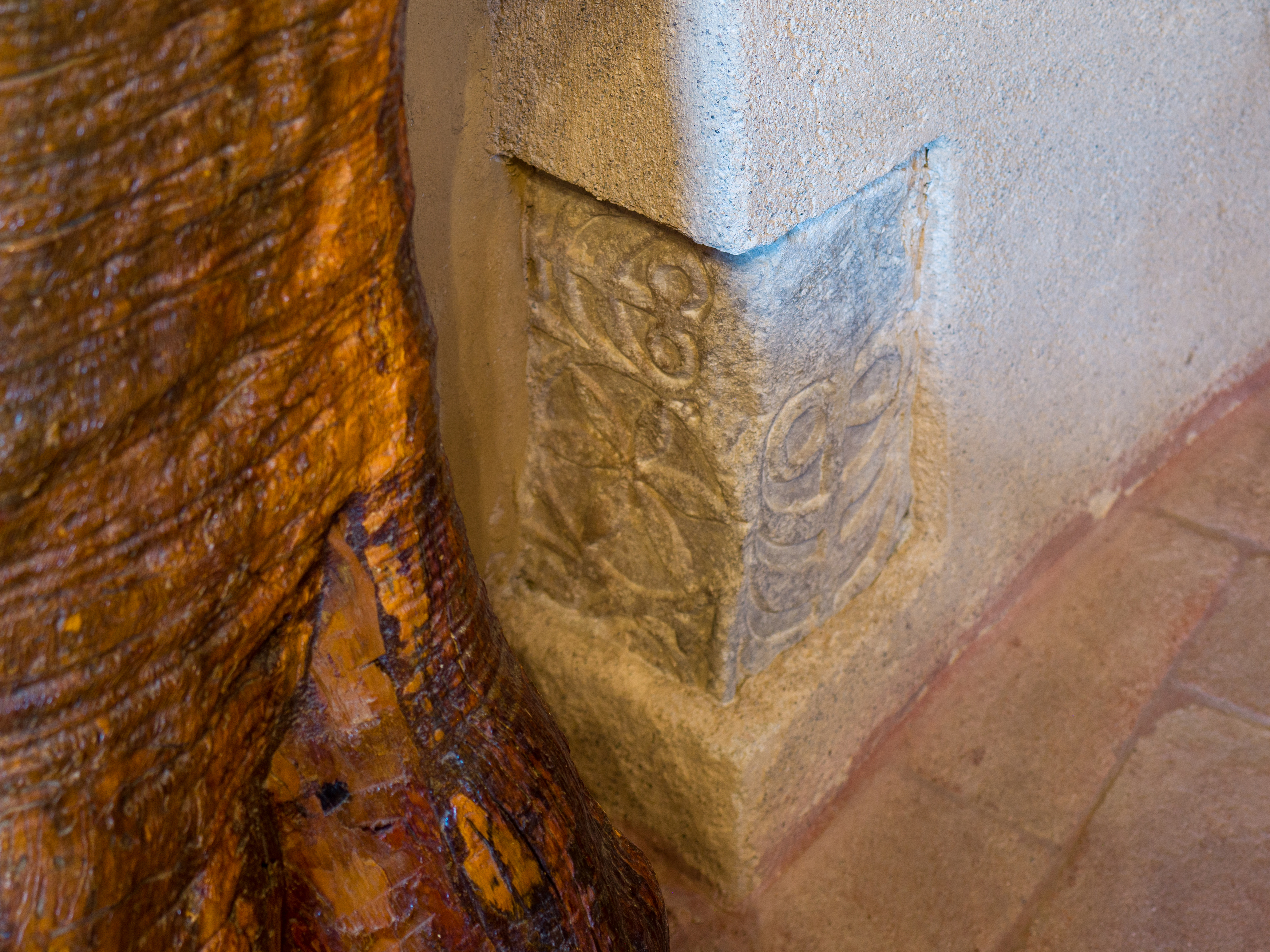
Pilastrino dell'alto medioevo
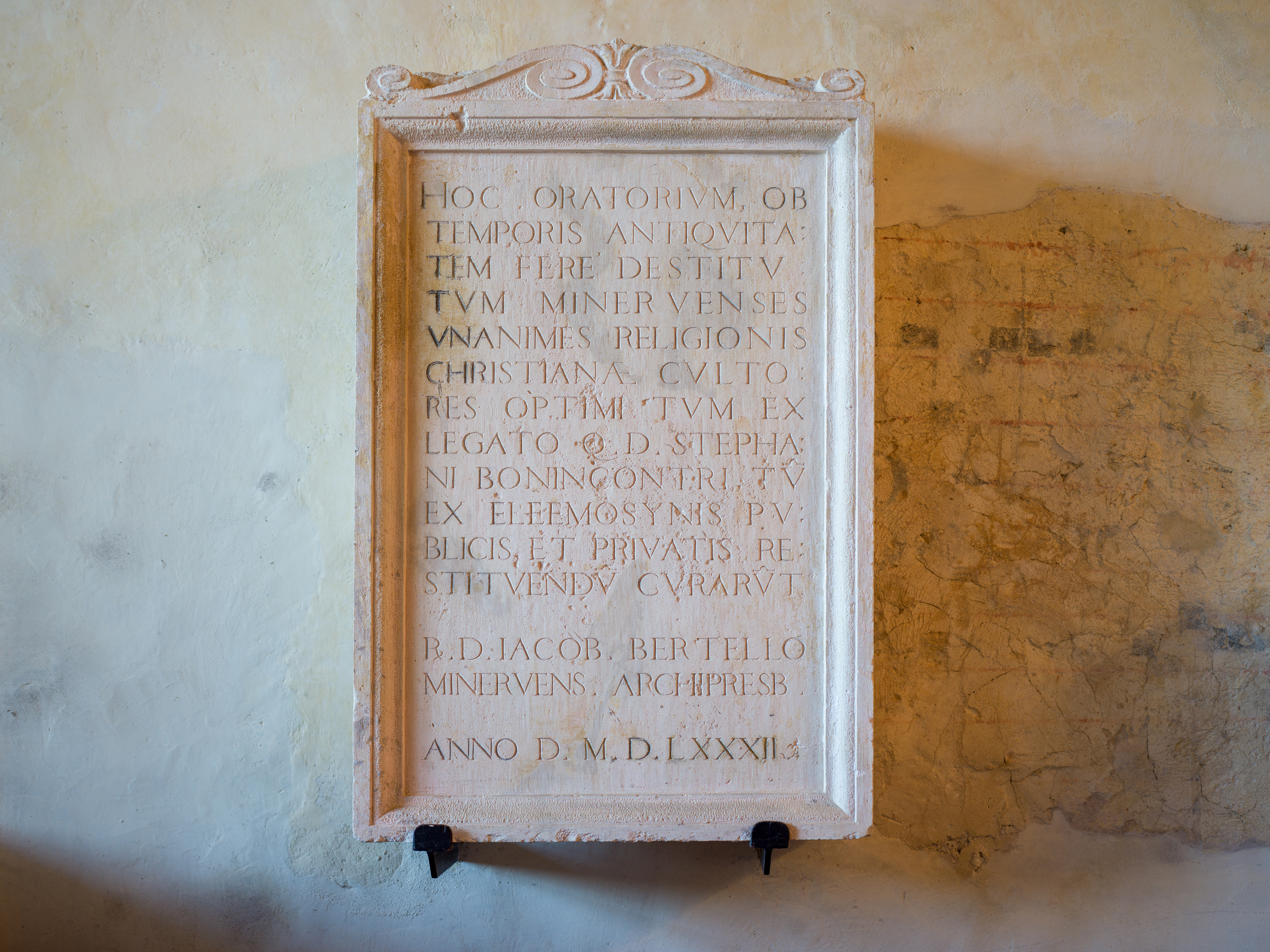
Epigrafe
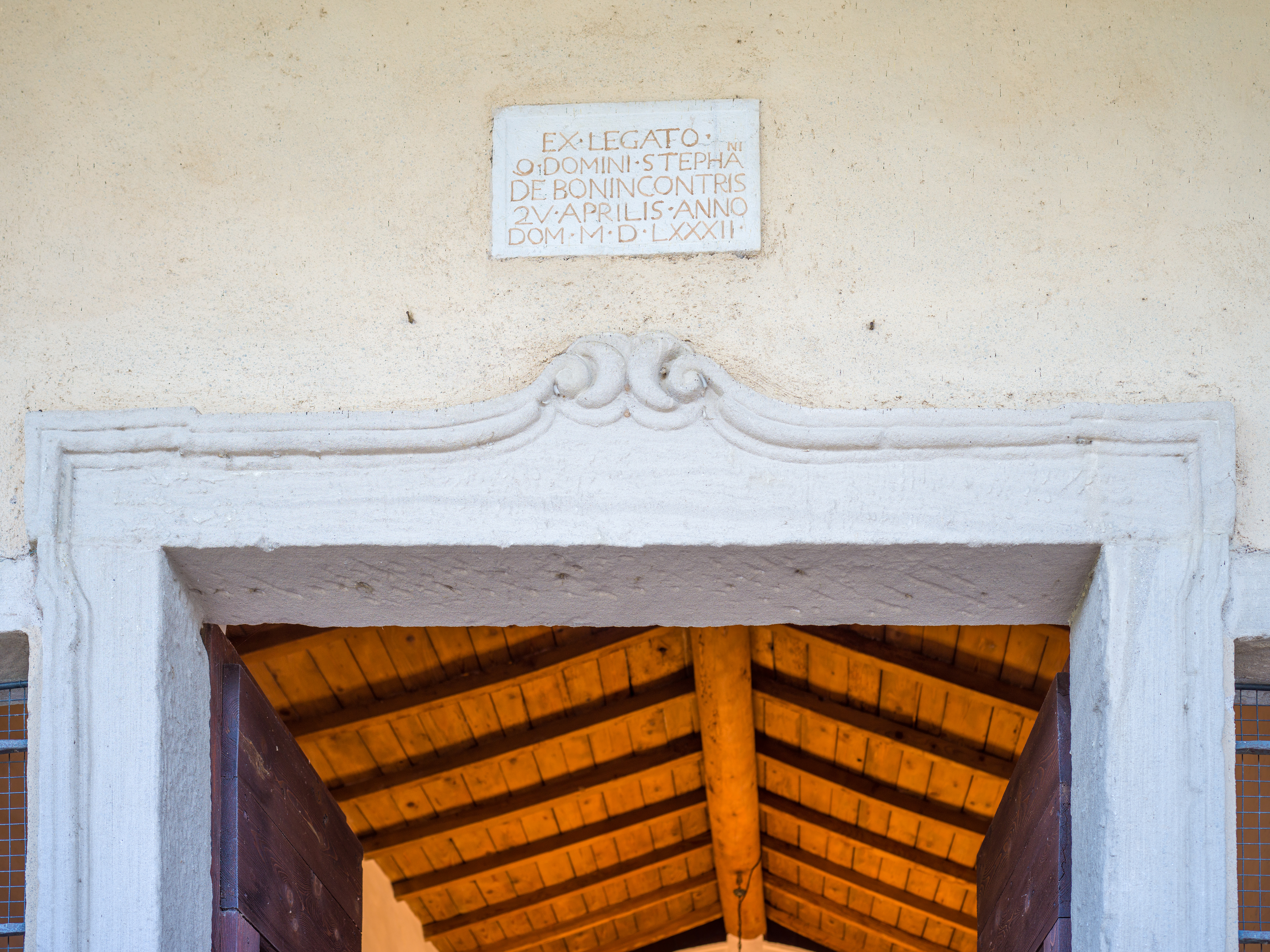
Epigrafe sul portale del 1582
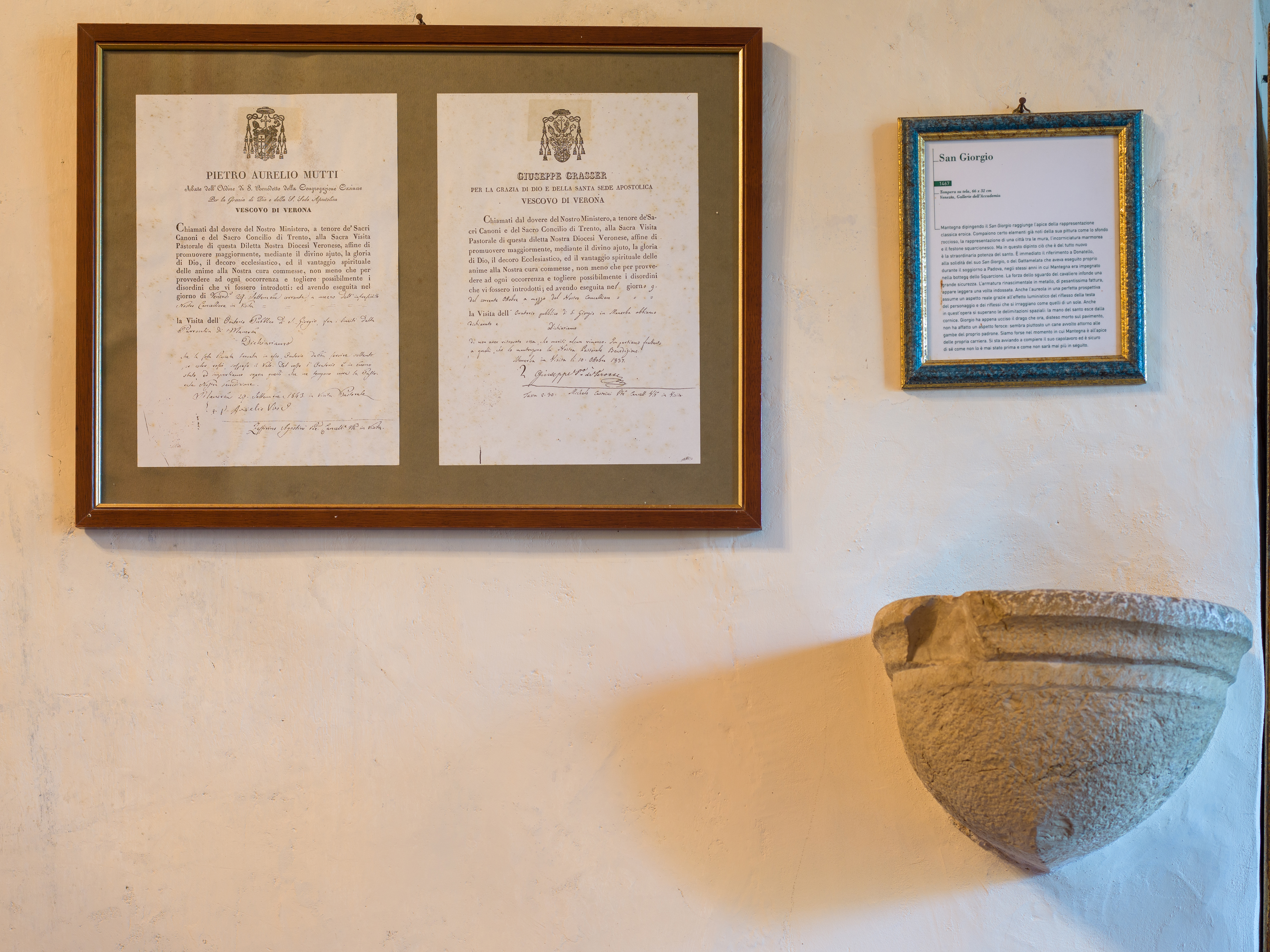
Documenti e acquasantiera

Nota dal 1532, nelle visite pastorali, dal 1670 risulta proprietà del comune di Manerba.
Alla base del montante settentrionale del presbiterio si trova un pilastrino di recinzione databile alla fine dell’VIII - inizio IX secolo. Un altro frammento con agnello portatore di croce del VII secolo è presente all'interno della chiesa.
All'interno sul lato occidentale vi sono resti di importanti affreschi con santi e san Giorgio che uccide il drago e libera la principessa della fine del 1300.
Sull’arco trionfale è rappresentata l’Annunciazione di stile tardo-giottesco.

## Affreschi nella chiesa

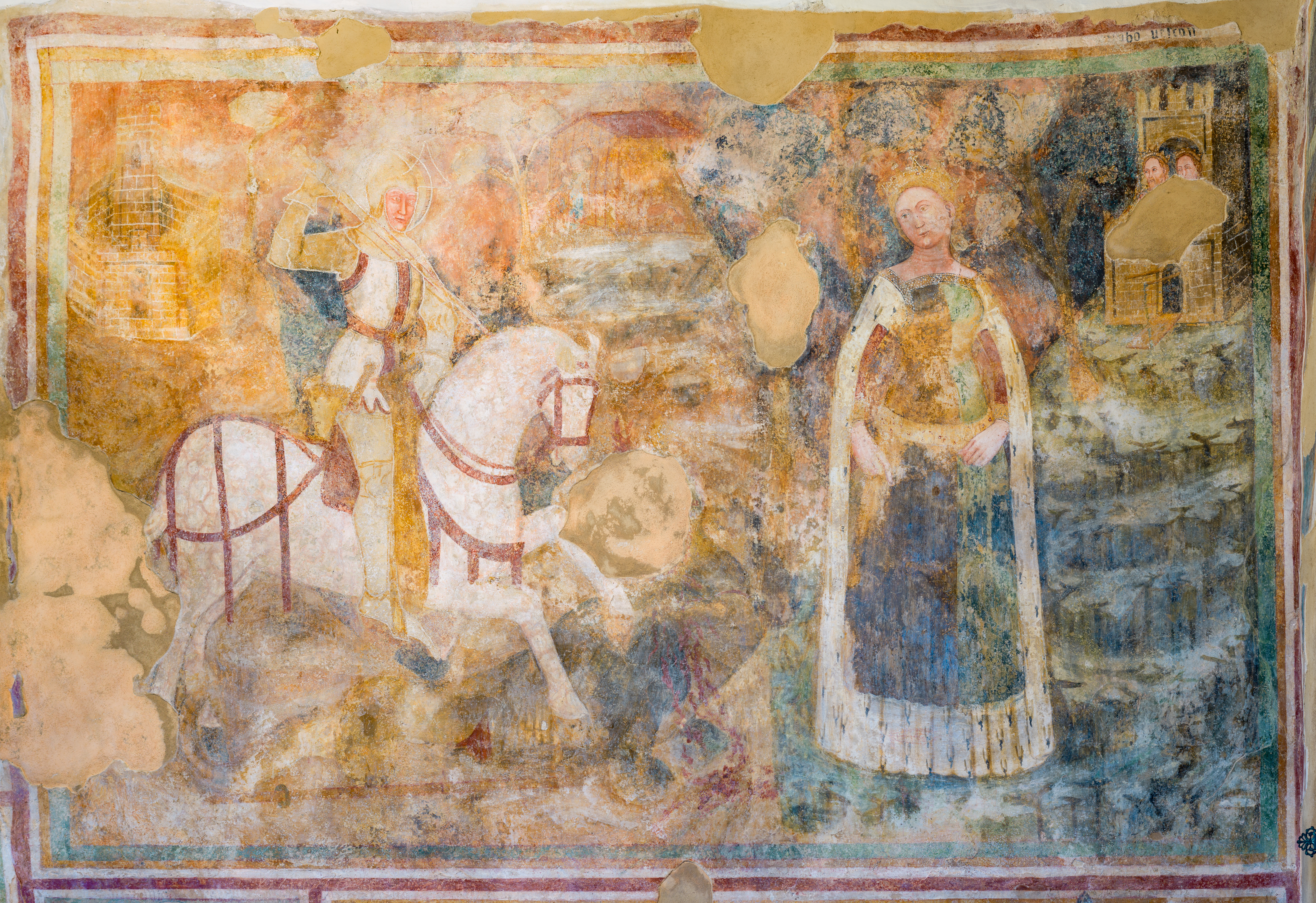
San Giorgio a cavallo
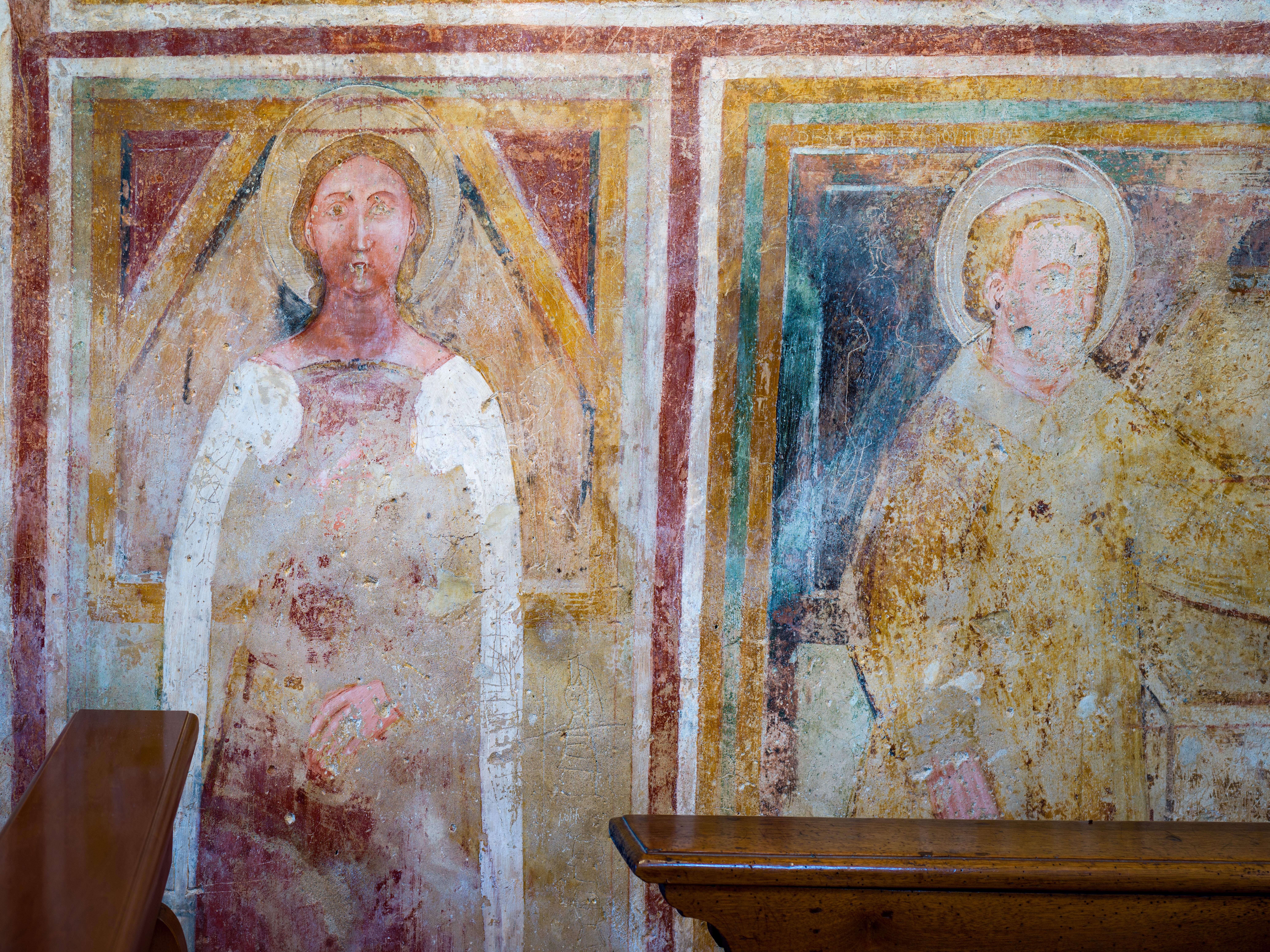
Santi
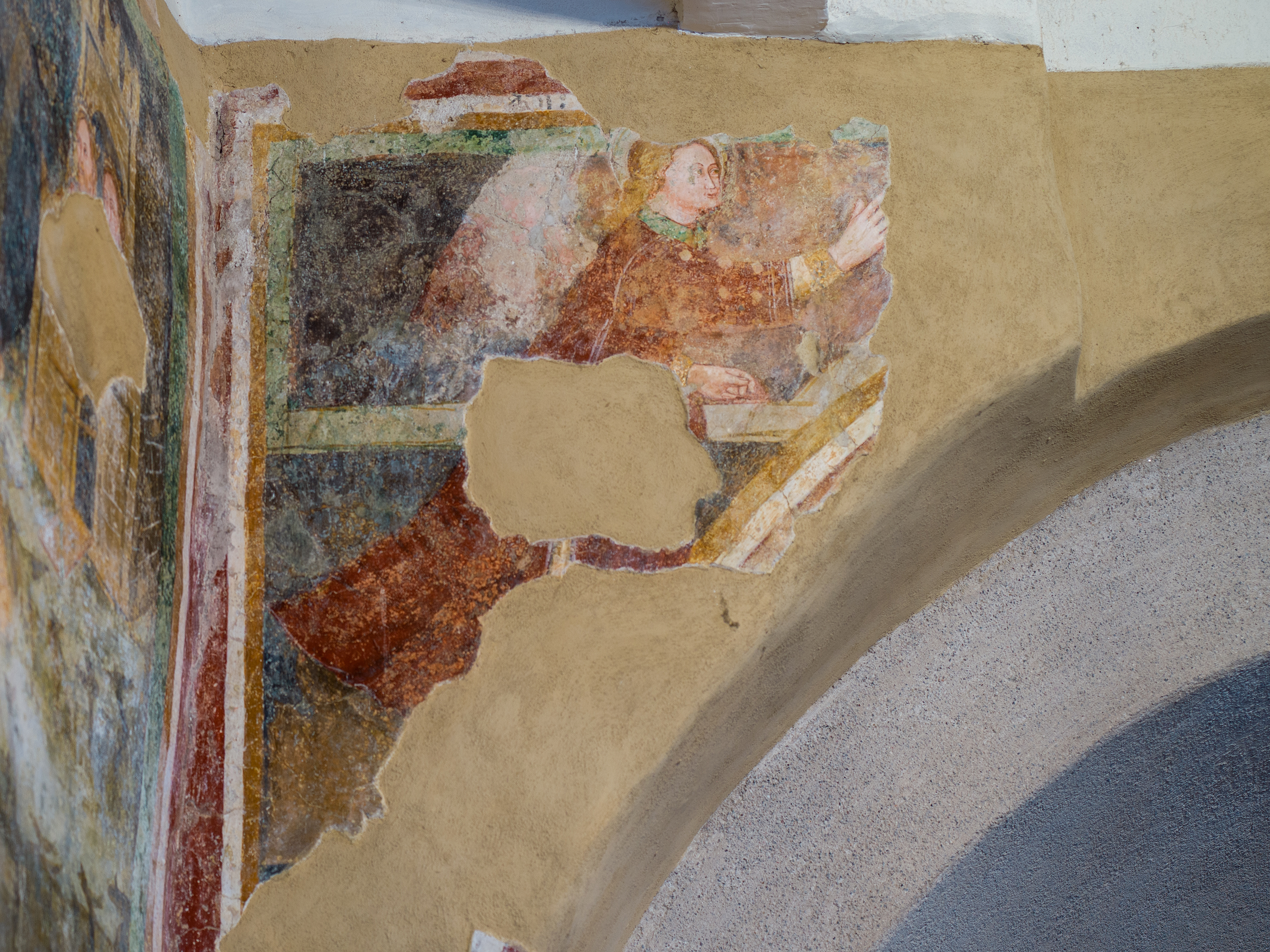
Angelo dell'annunciazione
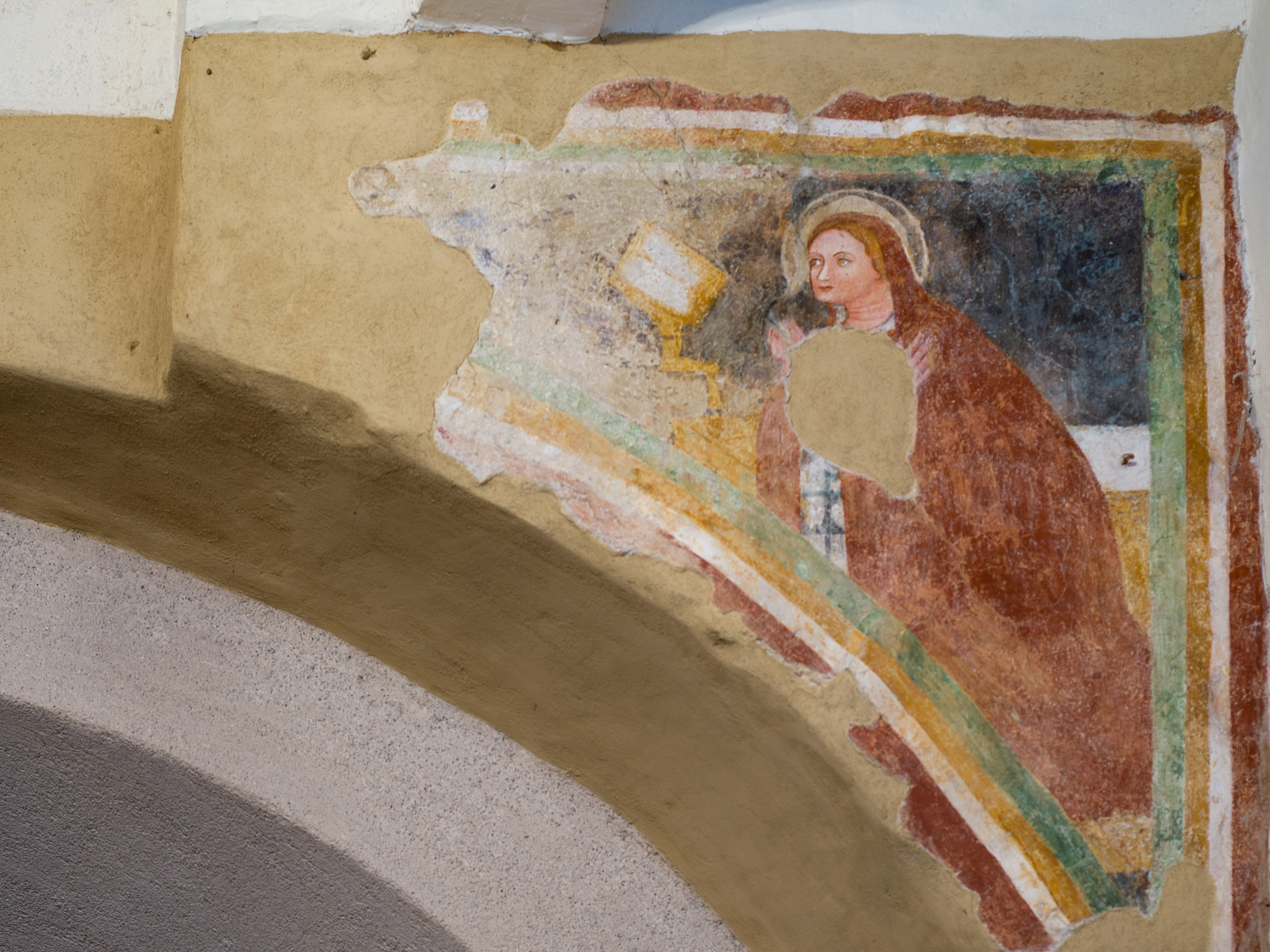
Madonna dell'Annunciazione
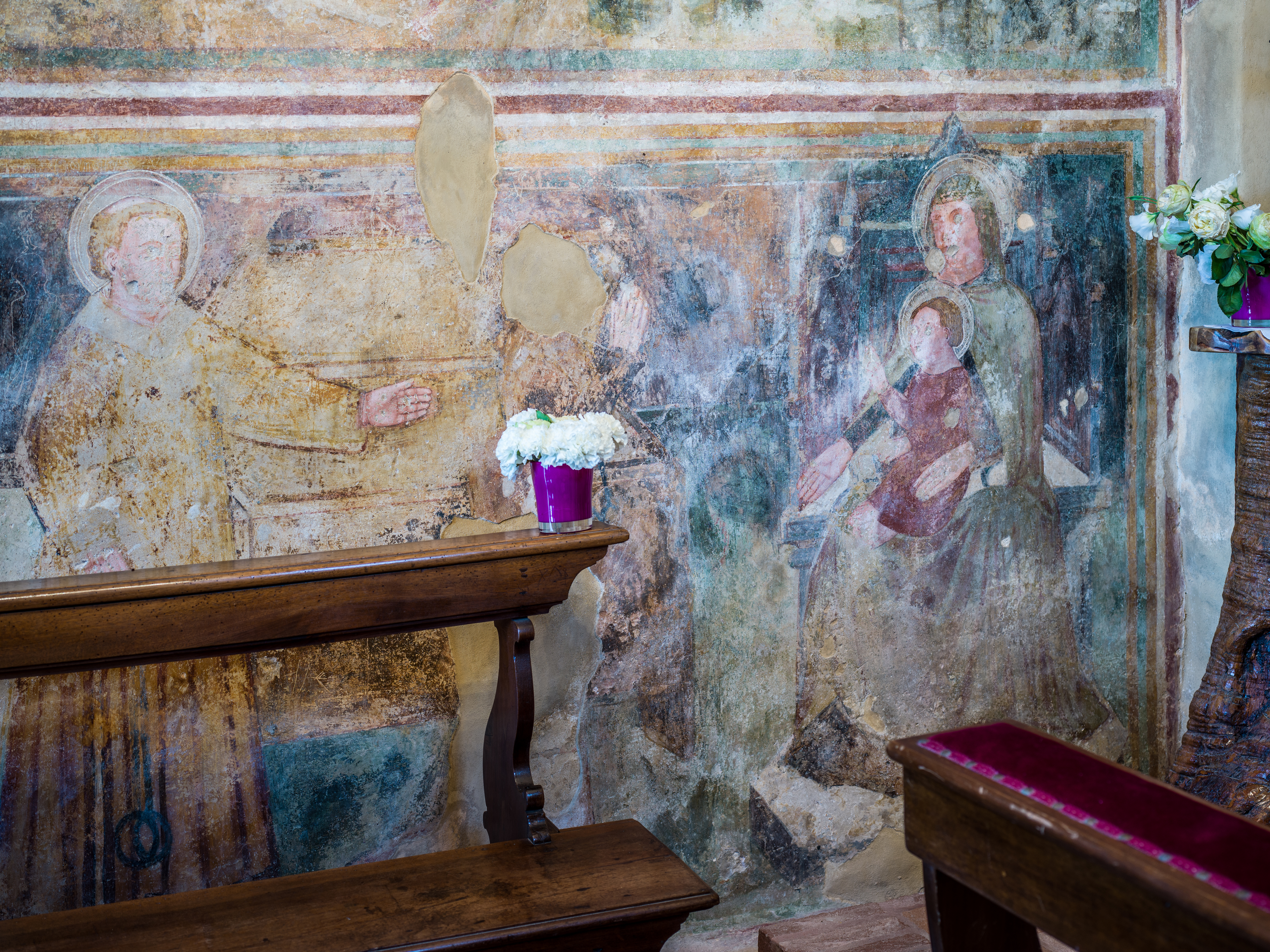
Vergine con Bambino e santo